# Gmina związkowa Nordpfälzer Land
Gmina związkowa Nordpfälzer Land (niem. Verbandsgemeinde Nordpfälzer Land) – gmina związkowa w Niemczech, w kraju związkowym Nadrenia-Palatynat, w powiecie Donnersberg. Siedziba gminy związkowej znajduje się w mieście Rockenhausen. Powstała 1 stycznia 2020 z połączenia gminy związkowej Alsenz-Obermoschel z gminą związkową Rockenhausen.

## Podział administracyjny
Gmina związkowa zrzesza 36 gmin, w tym dwie gminy miejskie (Stadt) oraz 34 gminy wiejskie (Gemeinde):
1. Alsenz
2. Bayerfeld-Steckweiler
3. Bisterschied
4. Dielkirchen
5. Dörrmoschel
6. Finkenbach-Gersweiler
7. Gaugrehweiler
8. Gehrweiler
9. Gerbach
10. Gundersweiler
11. Imsweiler
12. Kalkofen
13. Katzenbach
14. Mannweiler-Cölln
15. Münsterappel
16. Niederhausen an der Appel
17. Niedermoschel
18. Oberhausen an der Appel
19. Obermoschel, miasto
20. Oberndorf
21. Ransweiler
22. Rathskirchen
23. Reichsthal
24. Rockenhausen, miasto
25. Ruppertsecken
26. Sankt Alban
27. Schiersfeld
28. Schönborn
29. Seelen
30. Sitters
31. Stahlberg
32. Teschenmoschel
33. Unkenbach
34. Waldgrehweiler
35. Winterborn
36. Würzweiler